# Lepidochitona kaasi
Lepidochitona kaasi är en blötdjursart som beskrevs av Carmona Zalvide och Mauricio Garcia 2000. Lepidochitona kaasi ingår i släktet Lepidochitona och familjen Ischnochitonidae. Inga underarter finns listade i Catalogue of Life.